# Rhein-Flugzeugbau Fanliner
Die Rhein-Flugzeugbau Fanliner war ein zweisitziges Reiseflugzeug des Herstellers Rhein-Flugzeugbau in Mönchengladbach. Als besonderes Merkmal ist der Antrieb durch einen Mantelpropeller und auch die Gestaltung des zweiten Prototyps durch Luigi Colani in einem auch heute noch futuristisch wirkenden Design zu nennen. Colani kaufte dieses Exemplar und flog die Maschine auch selbst.

## Geschichte
Der Fanliner basiert auf Entwicklungen der Rheinflug RW-3. Nach diesen vorhergehenden Entwicklungen seit 1960, für die vor allem Hanno Fischer verantwortlich zeichnete, war dies die erste Konstruktion, die ausschließlich für den Antrieb mit einem Mantelpropeller konzipiert wurde. Der Erstflug des ersten Prototyps D-EJFL erfolgte am 8. Oktober 1973, wobei sich der Mantelpropeller als unerwartet laut und der Treibstoffverbrauch als sehr hoch herausstellten. Beim zweiten Prototyp Fl-1 (D-EBFL) wurde der vordere Rumpf und das Cockpit von Luigi Colani umkonstruiert und auch die Spannweite der Tragflächen vergrößert. Der Erstflug dieser auch mit einem stärkeren Motor ausgerüsteten Maschine erfolgte am 4. September 1976.

## Konstruktion
Der Fanliner war eine als Mitteldecker ausgelegte Ganzmetallkonstruktion. Um die Entwicklungskosten zu begrenzen, wurden die Tragflächen und Teile des T-Leitwerks von der Firma Grumman American Aviation hinzugekauft, die diese Teile der Typen Yankee und Traveller durch die RFB-Schwesterfirma Sportavia-Pützer in der Bundesrepublik vertrieb. Das GFK-Rumpfvorderteil stammte von der VoWi-8 von Helmut Wilden.
Der Antrieb erfolgte durch einen flüssigkeitsgekühlten Zweischeiben-Wankelmotor KKM 871 von NSU-Audi mit 160 PS Leistung bzw. einem Schub von 285 kp. Die Antriebsgruppe mit Triebwerk und Mantelpropeller war hinter dem Hauptholm und der Kabine installiert.
Das feste Bugradfahrwerk war mit aerodynamischen Verkleidungen versehen. Beim ersten Prototyp wurden drei-, fünf- und siebenblätterige Propellerausführungen erprobt, der Antrieb bestand aus einem Triebwerk NSU Ro 135.

## Vermarktung
Nach der Übernahme der American Aircraft Corporation durch die Grumman Corporation beabsichtigte Grumman 1973 den Einstieg in das höherwertige Reiseflugzeug-Segment. Zwischen Grumman und Rhein-Flugzeugbau wurde dazu 1973 der Aufbau von zwei Produktionslinien für den RFB Fanliner vereinbart. Die amerikanische Produktionslinie sollte bei Grumman mit Fanliner-Rümpfen und Antrieben aus Deutschland und amerikanischen Bauteilen der AA-5 Traveller-Serie für den amerikanischen Markt produzieren, während in Mönchengladbach mit eigenen Rümpfen und Komponenten und Baugruppen der AA-5 aus Amerika der europäische Markt bedient werden sollte. Auf dem Aerosalon 1975 in Le Bourget stellten beide Unternehmen den Fanliner als Gemeinschaftsprodukt vor, das ab 1977 in Serie gehen sollte. Grumman rechnete in den USA mit 200 Einheiten, weltweit mit 1000 Stück. Die Zusammenarbeit zwischen Grumman und RFB endete Anfang 1977, als sich Grumman aus der Sparte General Aviation komplett zurückzog. American Jet Industries, die die Reiseflugzeug-Sparte von Grumman übernahm, hatte kein Interesse an einer Fortsetzung der Fanliner-Kooperation, da das Flugzeug inzwischen 30 % teurer in der Herstellung geworden war, als ursprünglich veranschlagt. Damit schien das Flugzeug im amerikanischen Markt nicht mehr vermarktbar gewesen zu sein.
Einen weiteren Rückschlag erlitt der Fanliner 1977 durch die Aufgabe der NSU-Ro-80-Produktion und des Wankelmotors. Für eine Serienfertigung stand damit zunächst kein geeigneter Motor mehr zur Verfügung. Nach der Auftragserteilung für den RFB Fantrainer durch die Bundeswehr wurde die Fanliner-Entwicklung 1977 weitgehend zugunsten des Fantrainers eingestellt.
Der Kanadier Bill Rice war 1984 am Aufbau einer Serienproduktion des viersitzigen Fanliners in Kanada interessiert. Hanno Fischer entwickelte daraufhin auf Basis des inzwischen fertiggestellten Fantrainers eine viersitzige Reiseflugzeugvariante unter dem Namen RFB Fanstar für Rice. Da der MBB-Mutterkonzern kein Interesse an der zivilen Fanliner-Entwicklung hatte, kam es zu keiner Vereinbarung.

## Technische Daten
| Kenngröße             | 1. Prototyp                          | 2. Prototyp                                              |
| --------------------- | ------------------------------------ | -------------------------------------------------------- |
| Besatzung/Passagiere  | 2 nebeneinander                      | 2 nebeneinander                                          |
| Länge                 | 6,10 m                               | 6,59 m                                                   |
| Spannweite            | 7,45                                 | 9,61 m                                                   |
| Höhe                  | 2,03                                 | 2,27 m                                                   |
| Flügelfläche          | 9,30 m²                              | 13 m²                                                    |
| Leermasse             | 520 kg                               | 545 kg                                                   |
| Startmasse            | 750 kg                               | 850 kg                                                   |
| Reisegeschwindigkeit  | 97 kn / 180 km/h                     | 133 kn / 246 km/h                                        |
| Höchstgeschwindigkeit | –                                    | 135 kn / 250 km/h                                        |
| Reichweite            | 660 km                               | 1000 km (ohne Reserve)                                   |
| Triebwerke            | ein Wankelmotor NSU Ro-135 mit 84 kW | ein Zweischeiben-Wankelmotor Audi NSU KKM 871 mit 110 kW |

## Verbleib
Die beiden Fanliner blieben in Mönchengladbach bis zum RFB-Konkurs eingelagert. Den zweiten Prototyp erwarb Luigi Colani aus der Konkursmasse. Gelegentlich ist das Flugzeug im Rahmen von Colani-Ausstellungen öffentlich zu sehen. Colanis Überlegungen zum Aufbau einer Fanliner-Produktion in China aus dem Jahr 2005 wurden nicht realisiert. Der Verbleib des ersten Prototyps ist unbekannt.